# Meistriliiga 2023
Die Meistriliiga 2023, offiziell A. Le Coq Premium liiga, war die 33. Spielzeit der höchsten estnischen Fußball-Spielklasse der Herren. Sie wurde am 3. März 2023 mit dem Spiel Flora Tallinn gegen Harju Laagri eröffnet und endete am 11. November 2023.
Titelverteidiger war der FC Flora Tallinn. Aufsteiger aus der Esiliiga war der Zweitligameister Harju JK Laagri.

## Modus
Die Liga umfasste wie in der Vorsaison zehn Teams. Alle Mannschaften spielten jeweils viermal an 36 Spieltagen gegeneinander um die Meisterschaft. Das Team auf dem letzten Platz stieg direkt ab, das Team auf dem vorletzten Rang spielte in der Relegation gegen den Abstieg.

## Teilnehmer
| Verein              | Stadt         | Stadion                  | Kapazität |
| ------------------- | ------------- | ------------------------ | --------- |
| FC Flora Tallinn    | Tallinn       | A. Le Coq Arena          | 14.3360   |
| FC Levadia Tallinn  | Tallinn       | A. Le Coq Arena          | 14.3360   |
| JK Tallinna Kalev   | Tallinn       | Kalevi Keskstaadion      | 11.5000   |
| FC Kuressaare       | Kuressaare    | Kuressaare linnastaadion | 2.000     |
| JK Trans Narva      | Narva         | Kalev FAMA Staadion      | 2.000     |
| JK Tammeka Tartu    | Tartu         | Tamme staadion           | 1.600     |
| JK Vaprus Pärnu     | Pärnu         | Pärnu Rannastaadion      | 1.501     |
| Harju JK Laagri     | Laagri        | Laagri kunstmuru         | 1.000     |
| FC Nõmme Kalju      | Tallinn-Nõmme | Hiiu staadion            | 0.500     |
| Paide Linnameeskond | Paide         | Paide linnastaadion      | 0.500     |

## Abschlusstabelle
| Pl.             | Verein               | Sp. | S  | U  | N  | Tore    | Diff. | Punkte |
| --------------- | -------------------- | --- | -- | -- | -- | ------- | ----- | ------ |
| 1.              | FC Flora Tallinn (M) | 36  | 23 | 10 | 3  | 074:240 | +50   | 79     |
| 2.              | FC Levadia Tallinn   | 36  | 22 | 11 | 3  | 067:240 | +43   | 77     |
| 3.              | JK Tallinna Kalev    | 36  | 14 | 11 | 11 | 049:410 | +8    | 53     |
| 4.              | Paide Linnameeskond  | 36  | 13 | 14 | 9  | 050:340 | +16   | 53     |
| 5.              | FC Nõmme Kalju       | 36  | 12 | 13 | 11 | 050:420 | +8    | 49     |
| 6.              | JK Vaprus Pärnu      | 36  | 12 | 12 | 12 | 040:430 | −3    | 48     |
| 7.              | FC Kuressaare        | 36  | 12 | 7  | 17 | 036:600 | −24   | 43     |
| 8.              | JK Trans Narva (P)   | 36  | 12 | 2  | 22 | 032:640 | −32   | 38     |
| 9.              | JK Tammeka Tartu     | 36  | 5  | 12 | 19 | 033:650 | −32   | 27     |
| 10.             | Harju JK Laagri (N)  | 36  | 5  | 8  | 23 | 027:610 | −34   | 23     |
| Stand: Endstand |                      |     |    |    |    |         |       |        |

Platzierungskriterien: 1. Punkte – 2. weniger zugesprochene Siege – 3. Direkter Vergleich (Punkte, Tordifferenz, geschossene Tore) – 4. Siege – 5. Tordifferenz – 6. geschossene Tore – 7. Fair-Play
| (M) | amtierender Meister     |
| (P) | amtierender Pokalsieger |
| (N) | Neuling/Aufsteiger      |

## Kreuztabellen
| Hinrunde (Runden 1–18) | Hinrunde (Runden 1–18) | Hinrunde (Runden 1–18) | Hinrunde (Runden 1–18) | Hinrunde (Runden 1–18) | Hinrunde (Runden 1–18) | Hinrunde (Runden 1–18) | Hinrunde (Runden 1–18) | Hinrunde (Runden 1–18) | Hinrunde (Runden 1–18) | 2023                | Rückrunde (Runden 19–36) | Rückrunde (Runden 19–36) | Rückrunde (Runden 19–36) | Rückrunde (Runden 19–36) | Rückrunde (Runden 19–36) | Rückrunde (Runden 19–36) | Rückrunde (Runden 19–36) | Rückrunde (Runden 19–36) | Rückrunde (Runden 19–36) | Rückrunde (Runden 19–36) |
| ---------------------- | ---------------------- | ---------------------- | ---------------------- | ---------------------- | ---------------------- | ---------------------- | ---------------------- | ---------------------- | ---------------------- | ------------------- | ------------------------ | ------------------------ | ------------------------ | ------------------------ | ------------------------ | ------------------------ | ------------------------ | ------------------------ | ------------------------ | ------------------------ |
| FC Flora Tallinn       | FCI Levadia Tallinn    | Paide Linnameeskond    | FC Nõmme Kalju         | FC Kuressaare          | JK Tammeka Tartu       | JK Trans Narva         | JK Tallinna Kalev      | JK Vaprus Pärnu        | HAR                    | Verein              | FC Flora Tallinn         | FCI Levadia Tallinn      | Paide Linnameeskond      | FC Nõmme Kalju           | FC Kuressaare            | JK Tammeka Tartu         | JK Trans Narva           | JK Tallinna Kalev        | JK Vaprus Pärnu          | HAR                      |
| —                      | 0:2                    | 0:0                    | 3:1                    | 4:0                    | 1:1                    | 5:0                    | 3:0                    | 4:0                    | 4:0                    | FC Flora Tallinn    | —                        | 2:2                      | 2:1                      | 0:0                      | 3:0                      | 3:0                      | 1:4                      | 1:0                      | 1:1                      | 2:0                      |
| 0:0                    | —                      | 2:0                    | 2:1                    | 4:1                    | 3:0                    | 3:0                    | 2:1                    | 0:0                    | 6:1                    | FC Levadia Tallinn  | 2:1                      | —                        | 1:0                      | 3:0                      | 4:0                      | 2:1                      | 3:0                      | 1:1                      | 0:0                      | 1:1                      |
| 1:3                    | 1:1                    | —                      | 0:0                    | 0:1                    | 0:0                    | 2:1                    | 0:1                    | 0:1                    | 1:0                    | Paide Linnameeskond | 0:0                      | 2:2                      | —                        | 2:0                      | 1:0                      | 6:3                      | 1:2                      | 1:1                      | 3:0                      | 4:0                      |
| 2:2                    | 0:1                    | 1:1                    | —                      | 2:0                    | 1:2                    | 2:0                    | 1:2                    | 1:0                    | 1:1                    | JK Nõmme Kalju      | 0:0                      | 4:3                      | 3:3                      | —                        | 4:1                      | 4:1                      | 4:0                      | 1:2                      | 1:1                      | 1:0                      |
| 1:4                    | 0:2                    | 1:4                    | 2:0                    | —                      | 3:1                    | 3:0                    | 1:2                    | 1:2                    | 1:1                    | FC Kuressaare       | 0:3                      | 2:1                      | 0:4                      | 0:2                      | —                        | 1:1                      | 1:0                      | 1:1                      | 1:0                      | 1:1                      |
| 0:3                    | 2:2                    | 0:0                    | 0:2                    | 0:0                    | —                      | 1:1                    | 1:2                    | 2:3                    | 2:0                    | JK Tammeka Tartu    | 1:2                      | 0:0                      | 1:2                      | 1:1                      | 0:1                      | —                        | 3:0                      | 2:7                      | 0:0                      | 2:1                      |
| 0:1                    | 0:2                    | 0:0                    | 0:2                    | 0:1                    | 2:0                    | —                      | 2:1                    | 0:2                    | 2:0                    | JK Trans Narva      | 1:3                      | 0:1                      | 1:3                      | 2:1                      | 2:0                      | 2:0                      | —                        | 2:1                      | 0:4                      | 1:3                      |
| 0:2                    | 0:2                    | 1:1                    | 0:0                    | 0:3                    | 1:1                    | 0:1                    | —                      | 1:1                    | 1:1                    | JK Tallinna Kalev   | 1:1                      | 1:2                      | 2:1                      | 1:1                      | 1:3                      | 1:1                      | 5:0                      | —                        | 1:0                      | 2:1                      |
| 1:5                    | 0:0                    | 2:2                    | 1:1                    | 1:2                    | 1:0                    | 1:0                    | 0:2                    | —                      | 0:1                    | JK Vaprus Pärnu     | 0:1                      | 0:3                      | 1:1                      | 3:3                      | 3:1                      | 2:0                      | 3:2                      | 0:2                      | —                        | 0:0                      |
| 0:1                    | 2:1                    | 0:1                    | 1:2                    | 1:1                    | 2:3                    | 1:2                    | 0:2                    | 1:2                    | —                      | Harju JK Laagri     | 2:3                      | 0:1                      | 0:1                      | 1:0                      | 1:1                      | 3:0                      | 0:2                      | 0:2                      | 0:4                      | —                        |

## Relegation
Der Zweitplatzierte der Esiliiga traf auf den Neuntplatzierten der Meistriliiga. Die Spiele fanden am 29. November und 3. Dezember 2023 statt. Der Erstligist Tammeka Tartu setzte sich durch und verblieb in der höchsten Spielklasse.
|           | Gesamt |                  | Hinspiel | Rückspiel |
| --------- | ------ | ---------------- | -------- | --------- |
| Viimsi JK | 1:6    | JK Tammeka Tartu | 0:5      | 1:1       |